# Malé Leváre
Malé Leváre é um município da Eslováquia, situado no distrito de Malacky, na região de Bratislava. Tem 21,41 km² de área e sua população em 2019 foi estimada em 1365 habitantes.